# Ворик (Оклахома)
Ворик (англ. Warwick) — місто (англ. town) в США, в окрузі Лінкольн штату Оклахома. Населення — 164 особи (2020).

## Географія
Ворик розташований за координатами 35°41′25″ пн. ш. 97°0′18″ зх. д. / 35.69028° пн. ш. 97.00500° зх. д. (35.690365, -97.005001).  За даними Бюро перепису населення США в 2010 році місто мало площу 7,14 км², з яких 7,05 км² — суходіл та 0,09 км² — водойми.

## Демографія
Згідно з переписом 2010 року, у місті мешкало 148 осіб у 59 домогосподарствах у складі 42 родин. Густота населення становила 21 особа/км².  Було 80 помешкань (11/км²).
Расовий склад населення:
| - 88,5 % — білих - 2,7 % — корінних американців - 2,7 % — чорних або афроамериканців - 1,4 % — азіатів |

До двох чи більше рас належало 4,1 %. Частка іспаномовних становила 0,7 % від усіх жителів.
За віковим діапазоном населення розподілялося таким чином: 23,6 % — особи молодші 18 років, 56,8 % — особи у віці 18—64 років, 19,6 % — особи у віці 65 років та старші. Медіана віку мешканця становила 44,7 року. На 100 осіб жіночої статі у місті припадало 105,6 чоловіків;  на 100 жінок у віці від 18 років та старших — 101,8 чоловіків також старших 18 років.
За межею бідності перебувало 16,8 % осіб, у тому числі 0,0 % дітей у віці до 18 років та 20,0 % осіб у віці 65 років та старших.
Цивільне працевлаштоване населення становило 55 осіб. Основні галузі зайнятості: виробництво — 20,0 %, освіта, охорона здоров'я та соціальна допомога — 20,0 %, будівництво — 18,2 %.